# Gobius geniporus

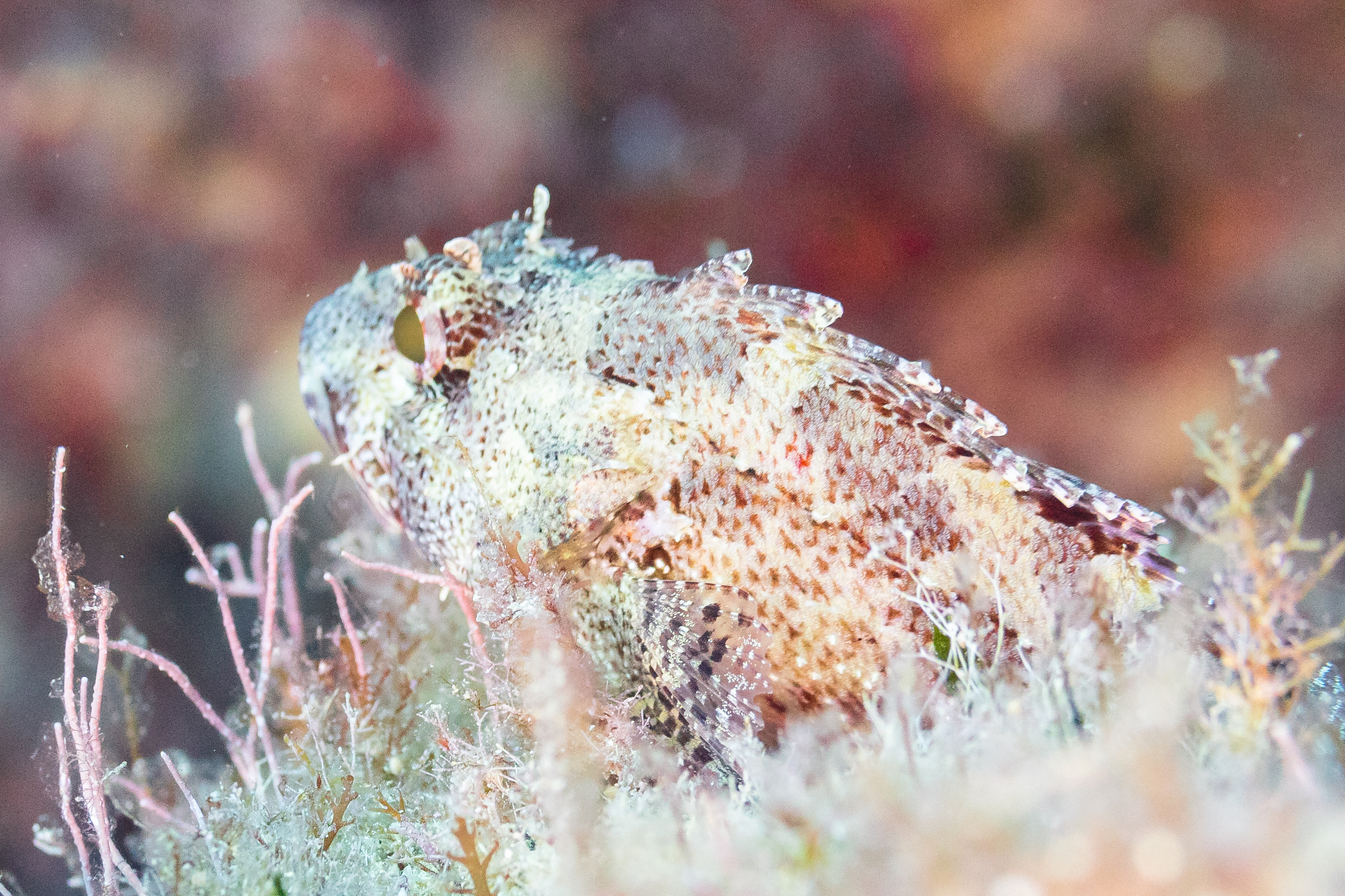
Detalle de la cabeza.

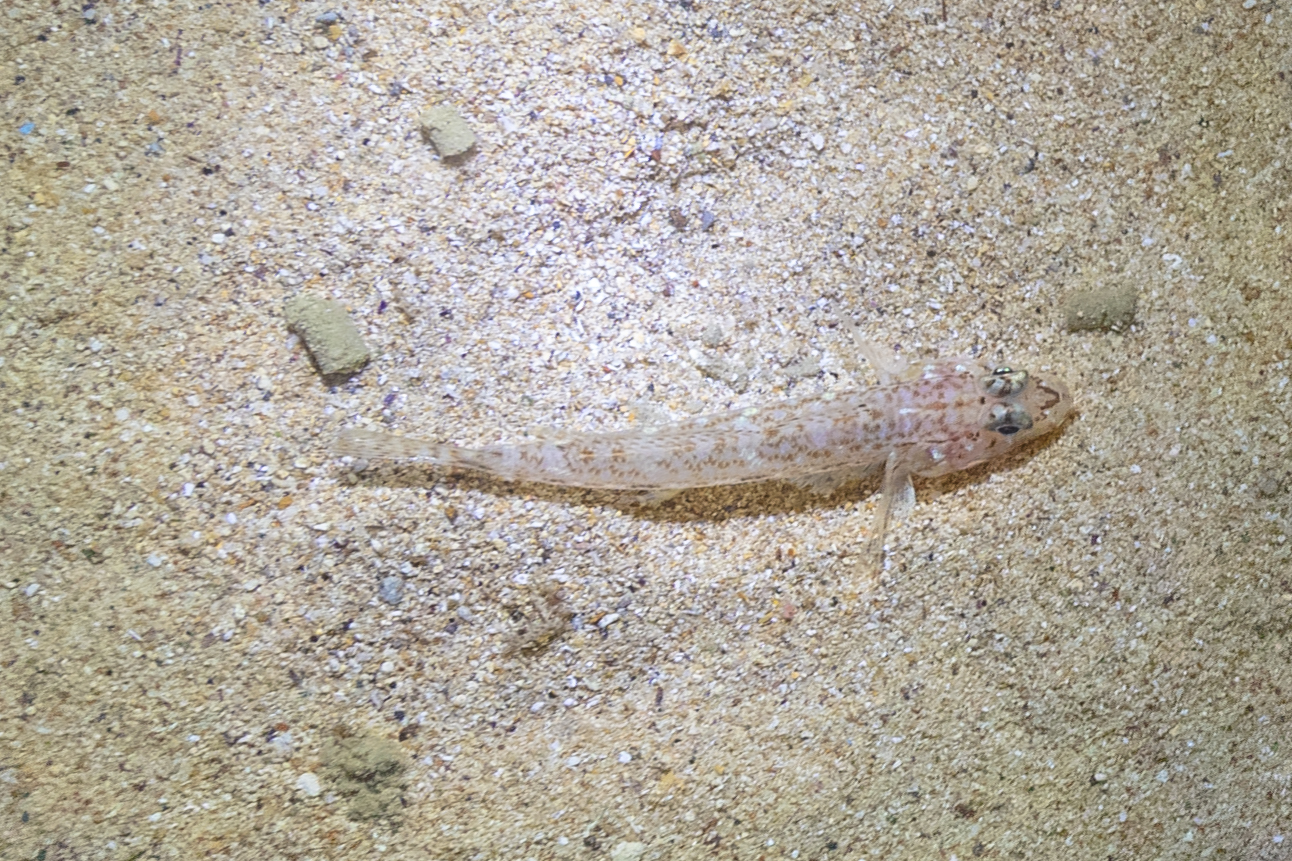
Ejemplar en Malta.

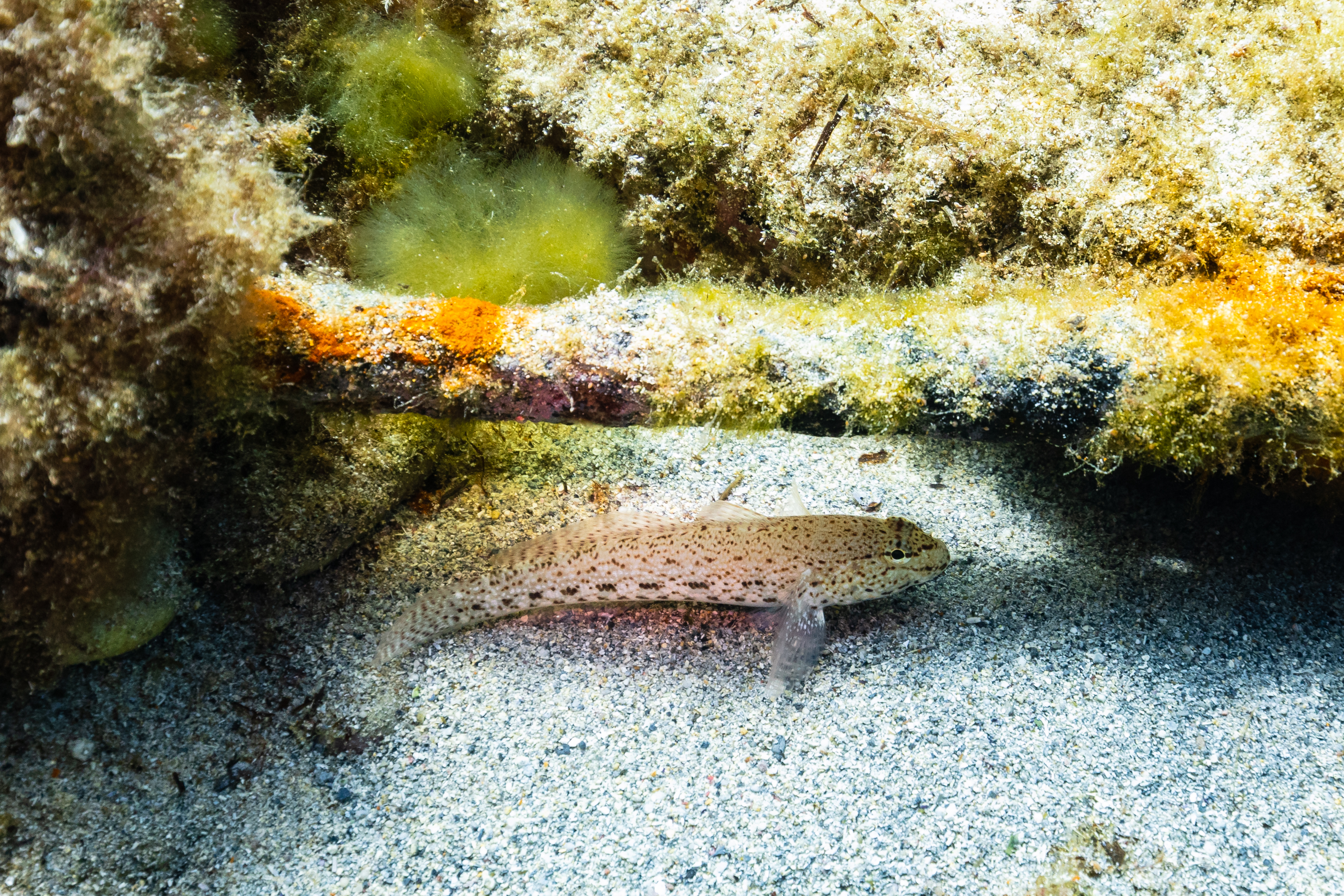
Gobius geniporus oculto.

Gobius geniporus es una especie de peces de la familia de los Gobiidae en el orden de los Perciformes.

## Morfología
- Los machos pueden alcanzar los 16 cm de longitud total.
- El cuerpo es subcilíndrico y alargado.
- El pedúnculo caudal es comprimido.
- la cabeza es grande y alargado.
- La boca es grande y tiene los labios gruesos.
- Los orificios nasales tienen un pequeño tentáculo.
- La línea lateral se modifica en la cabeza y aparecen en gran cantidad las papilas sensoriales llamadas geniporus.
- Las dos aletas dorsales se encuentran próximas. Los radios pectorales libres se encuentran poco desarrollados. Presenta un disco pélvico truncado con la membrana anterior reducida.
- Coloración marrón clara con manchas más oscuras.[1][2]

## Reproducción
Se reproduce en los meses de abril y mayo. 

## Alimentación
Come pequeños crustáceos, moluscos y poliquetos. 

## Hábitat
Es una especie bentónica. Aparece principalmente en fondos de arena fina (entre los 5 y 30 m de profundidad), pero también aparece en praderas dePosidoniay en zonas con grava. 

## Distribución geográfica
Es un endemismo del Mar Mediterráneo (muy abundante en las Islas Baleares).

## Costumbres
Es solitario y territorial.

## Observaciones
Es inofensivo para los humanos. 